# Кумметц, Оскар
Оскар Кумметц (нем. Oskar Kummetz; 21 июля 1891, Илово-Осада, район Найденбург, Восточная Пруссия — 17 декабря 1980, Нойштадт) — немецкий военно-морской деятель, генерал-адмирал (16 сентября 1944 года).

## Биография
1 апреля 1910 года поступил в Кайзерлихмарине кадетом, проходил учёбу на крейсере «Виктория Луиза». Окончил военно-морское училище в Мюрвике в 1912 году. 27 сентября 1913 года произведен в лейтенанты.
С 1 октября 1912 года служил на линейном корабле «Гельголанд», с 4 апреля 1913 года — «Позен».

### Первая мировая война
Участник 1-й мировой войны. 22 марта 1916 года получил звание обер-лейтенанта и с 31 марта 1916 года вахтенный офицер на различных миноносцах (V108, V1, G-11), с 20 марта 1918 года командир миноносца G-10.
За боевые отличия награждён Железным крестом 1-го и 2-го класса.

### Служба между мировыми войнами
После демобилизации армии оставлен на флоте, с 7 февраля 1919 года командир тральщика М-84, с 11 октября 1919 по 18 марта 1920 года — офицер для поручений при 2-м батальоне береговой обороны в Вильгельмсхафене.
С мая 1920 года служил в береговой обороне, с 26 сентября 1922 года командир миноносца V-1.
С 15 сентября 1924 года 3-й офицер Адмирал-штаба в штабе военно-морской станции «Нордзее». 1 октября 1927 года назначен командиром 3-й полуфлотилии миноносцев.
С 28 сентября 1929 года — 3-й офицер Адмирал-штаба в командовании флотом, с 1 октября 1932 года — референт Управления боевой подготовки Морского руководства.
С 4 октября 1934 года — командующий миноносцами.
30 сентября 1937 года возглавил штаб военно-морской станции «Остзее». С 31 октября 1938 по 20 октября 1939 года — начальник штаба флота.

### Вторая мировая война
С 21 декабря 1939 года начальник Торпедной инспекции Верховного командования ВМС (ОКМ), 1 января 1940 года получил звание контр-адмирала.

#### Операция по захвату Норвегии
Во время операции «Везерюбунг» по захвату Норвегии в апреле 1940 года командовал боевой группой «Осло», в которую входили тяжелые крейсера «Блюхер» и «Лютцов», легкий крейсер «Эмден», 3 миноносца (R18, R19 и Rau 8), 3-я флотилия тральщиков (8 кораблей) и 2 китобоя. На кораблях находилось около 2 тыс. человек десанта. В ходе боя 9 апреля флагман «Блюхер» погиб, и командование перешло к командиру «Лютцова» капитану 1-го ранга А. Тиле. В дальнейшем «Лютцов» также получил тяжелые повреждения и из строя вышел миноносец.
18 января 1941 года награждён Рыцарским крестом Железного креста.
С 3 июня 1942 по 18 февраля 1943 года — командующий крейсерами, затем до 29 февраля 1944 года командующий боевой группой, основные силы которой были сосредоточены в Северной Норвегии.
С 1 марта 1944 года и до конца войны возглавлял Высшее морское командование «Остзее».
23 июля 1945 года интернирован британскими властями. 30 ноября 1946 года освобожден.

## Звания
- Фенрих цур зее (15 апреля 1911)
- Лейтенант цур зее (27 сентября 1913)
- Обер-лейтенант цур зее (22 марта 1916)
- Капитан-лейтенант (1 января 1921)
- Корветтен-капитан (1 декабря 1928)
- Фрегаттен-капитан (1 июля 1934)
- Капитан-цур-зее (1 апреля 1936)
- Контр-адмирал (1 января 1940)
- Вице-адмирал (1 апреля 1942)
- Адмирал (1 марта 1943)
- Генерал-адмирал (16 сентября 1944)

## Награды
- Железный крест 2-го класса (30.06.1916)
- Железный крест 1-го класса (27.09.1918)
- Почётный крест Первой мировой войны 1914/1918 с мечами (январь 1935)
- Медаль «За выслугу лет в вермахте» 4-го, 3-го, 2-го и 1-го класса (01.10.1936)
- Орден Заслуг командорский крест (Королевство Венгрия) (20.08.1938)
- Пряжка к Железному кресту 2-го класса (14.10.1939)
- Медаль «В память 22 марта 1939 года» (14.03.1940)
- Пряжка к Железному кресту 1-го класса (12.04.1940)
- Рыцарский крест Железного креста (18.01.1941)
- Нагрудный знак флота (05.02.1942)